# Deska lożowa
Deska lożowa – określenie referatu wygłaszanego podczas posiedzenia loży wolnomularskiej przez wolnomularza w stopniu mistrza. Deski dzielą się na symboliczne (dotyczące symboliki wolnomularskiej) oraz zwykłe (dotyczące kwestii filozoficznych, historycznych, kulturalnych itp.). Są dyskutowane przez członków loży, a nawet publikowane, np. w Internecie (o ile nie dotykają spraw objętych tajemnicą wolnomularską). Deski są uważane przez masonów za część tzw. architektury danej loży, czyli jej intelektualnego dorobku. Są również istotne dla awansowania wygłaszających je masonów na kolejne stopnie wtajemniczenia.
Przy wyborze tematyki deski tematami tabu są religia i polityka. Dawne loże wileńskie opracowały swego czasu regulamin, ograniczający tematykę desek do: użyteczności wolnomularstwa, historii, sztuk wyzwolonych, fizyki, chemii, anatomii, tolerancji religijnej, "zbytku", handlu, sztuki wojennej, gospodarki oraz moralności.
Najstarsza zachowana deska lożowa pochodzi z 1599 roku i jest przechowywana w Loży nr 1 w Edynburgu.